# Favorito

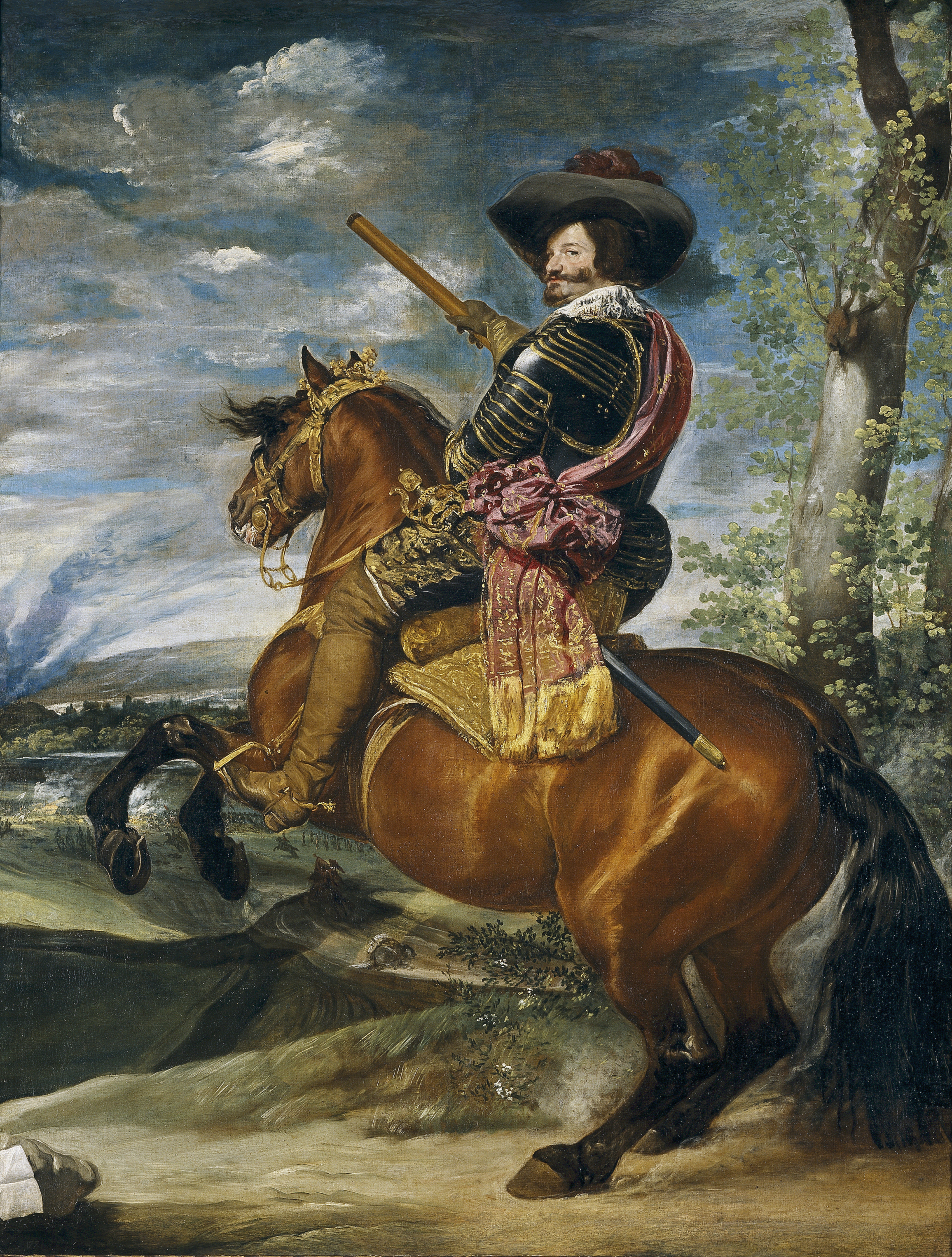
Retrato equestre do Conde-Duque de Olivares por Diego Velázquez.

Um favorito (também chamado valido) é uma pessoa que ocupa o primeiro lugar nas boas graças de alguém.
Em escritos históricos, quando usado em referência a uma pessoa, o termo favorito refere-se ao companheiro íntimo de um governante ou pessoa importante. Na Idade Média e início da Idade Moderna na Europa, bem como em outras épocas e lugares, o termo é usado para referir-se a indivíduos a quem mandatários delegaram significativo poder político. É um fenômeno comum durante os séculos XVI e XVII, quando a arte de governar torna-se por demais complexa para muitos governantes hereditários sem grande interesse ou talento para ela, e quando as instituições políticas ainda se encontram em evolução. O período de 1600 a 1660 vê uma sucessão particular de "ministros-favoritos" em grande parte da Europa, particularmente da Espanha, Inglaterra, França e Suécia.
O termo também é empregado algumas vezes por escritores conservadores que desejam evitar termos como "amante real", "amigo", "companheiro" ou "amante" de ambos os sexos. Diversos favoritos tiveram relações sexuais com o monarca (ou sua esposa), porém os sentimentos do monarca por seu favorito cobriam uma vasta gama de emoções que ia da simples confiança nas habilidades do favorito, passando por vários graus de afeição e dependência, até o envolvimento sexual.
O termo "favorito" possui um elemento embutido de desaprovação e é definido pelo Oxford English Dictionary como "Aquele que permanece indevidamente no alto do favor de um príncipe", citando Shakespeare.

## Ascensão e queda dos favoritos

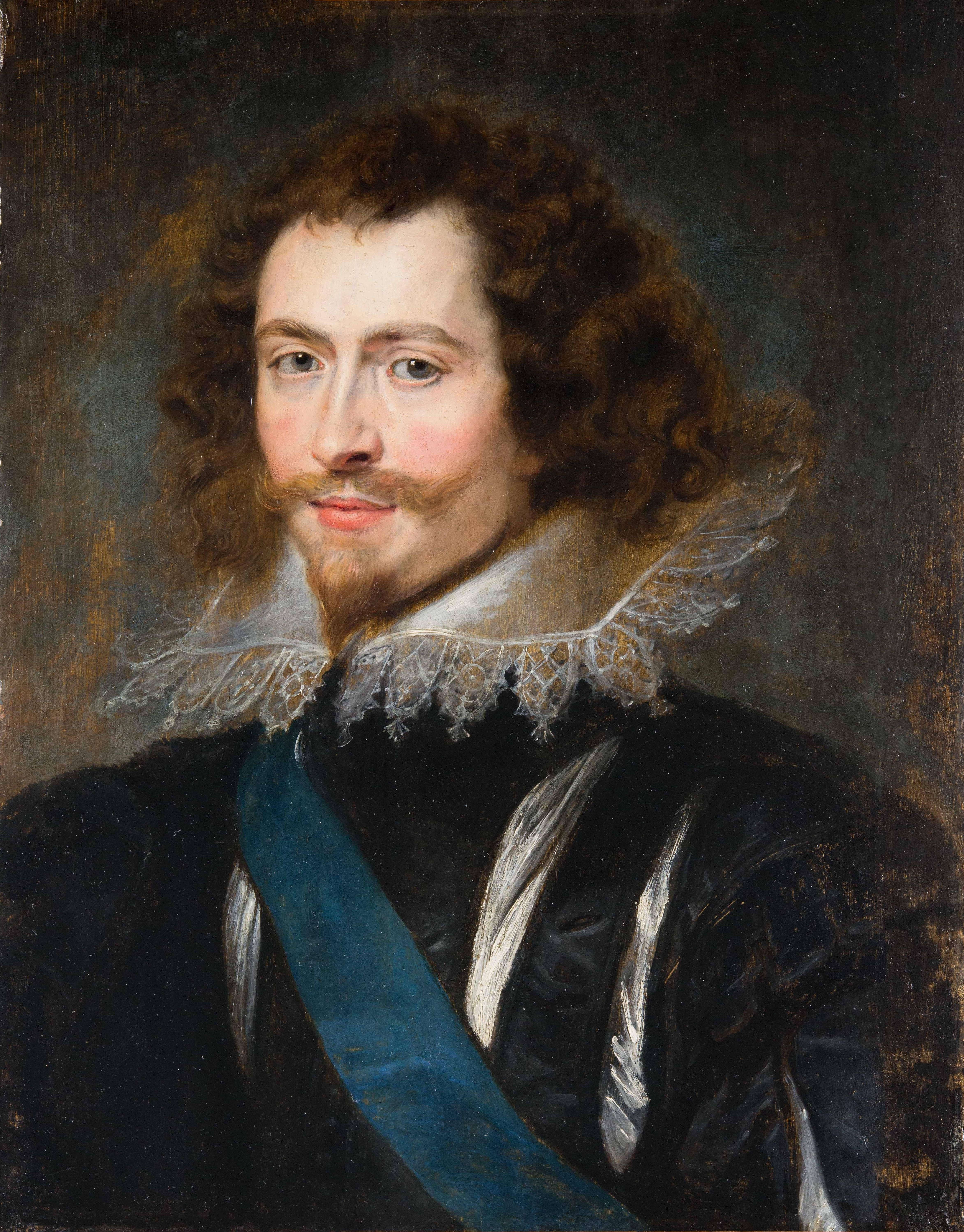
O Duque de Buckingham, favorito de Jaime VI da Escócia e I de Inglaterra. Retrato de Rubens.

Os favoritos naturalmente tendiam a criar inveja e aversão nos membros da nobreza e os monarcas eram algumas vezes obrigados pela pressão política a destituí-los ou executá-los; na Idade Média era comum nobres rebelarem-se e juntarem-se para capturar e matar favoritos. Muitas vezes o relacionamento entre o monarca e o favorito era visto como uma quebra na ordem natural e na hierarquia da sociedade. Como muitos favoritos possuíam personalidades "excessivamente flamejantes", indicavam frequentemente o caminho para sua própria queda com seu comportamento tempestuoso.
Como a opinião da pequena nobreza e da burguesia aumentavam em importância, isso ampliava o grau de repúdio aos favoritos. A antipatia de todas as classes podia tornar-se intensa principalmente no caso dos favoritos ascenderem pelo poder real de classes inferiores ou, no mínimo, mais baixas. Títulos e propriedades era comumente dados de forma leviana aos favoritos, que eram comparados a cogumelos por brotarem de repente durante a noite em meio aos excrementos.

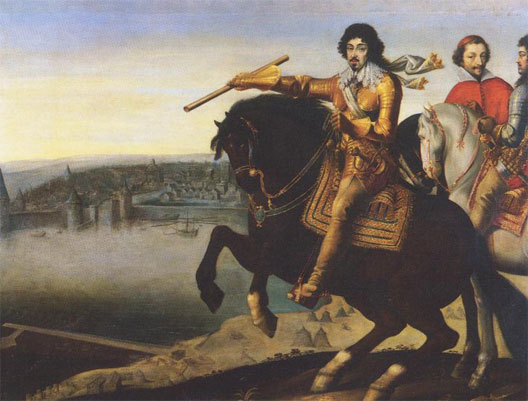
o Cardeal Richelieu e o Rei Luís XIII durante o cerco de La Rochelle.

Sua queda tornou-se bem mais rápida a partir de 1650, quando as execuções tenderam a dar lugar ao isolamento silencioso. Favoritos surgidos da alta nobreza, como Leicester, Lerma, Olivares e Oxenstierna, geraram menos ressentimento e duraram mais tempo. Ministros-favoritos bem sucedidos normalmente necessitavam de uma rede de favoritos próprios e parentes para ajudá-los a conduzir as tarefas governamentais — o Cardeal Richelieu possuía suas "créatures" ("criaturas" em português) e Olivares seus "hechuras". Já Oxenstierna e William Cecil, ambos mortos no cargo, conseguiram que seus filhos os sucedessem.
Pode ser difícil distinguir o favorito de um administrador real bem sucedido, que, no alto da árvore política, certamente precisava do favor do monarca. No entanto, o termo é usualmente empregado para aqueles que tiveram seu primeiro contato com o monarca ou governante através da vida social da Corte, e não através de assuntos políticos ou administrativos. Figuras como Thomas More, William Cecil e Jean-Baptiste Colbert, que aceleraram sua ascensão política pelos postos administrativos graças a suas relações pessoais com o monarca, mas não procuraram comportar-se como poderosos da nobreza, foram muitas vezes bem sucedidos. Já o Cardeal Wolsey foi uma figura que destacou-se na hierarquia administrativa porém vivendo de forma extremamente ostensiva, antes de perder subitamente seu poder. Elizabeth I da Inglaterra teve William Cecil como seu ministro-chefe desde a época em que ascendeu ao trono até sua morte, quarenta anos depois; seus relacionamentos mais tempestuosos com diversos favoritos da Corte eram de outra natureza; apesar de muitos deles serem do Conselho e terem alguma influência, jamais alcançaram a posição de Cecil.
Em particular na Idade Média, vários favoritos reais eram promovidos da Igreja. Exemplos ingleses incluem os Santos Dunstan e Thomas Becket; os Bispos William Waynflete, Robert Burnell e Walter Reynolds; assim como o Cardeal Wolsey.
Alguns favoritos vieram de origens bastante humildes: Archibald Armstrong, bobo da corte de Jaime VI da Escócia e I de Inglaterra, enfurecia a todos na Corte mas, ainda assim, conseguiu aposentar-se como homem bastante rico, ao contrário de Robert Cochrane, um pedreiro (provavelmente mais um especialista que um artesão comum), que tornou-se Conde ou Earl de Mar até que os nobres escoceses se revoltassem contra ele e o enforcassem junto com outros favoritos "mal-nascidos" de Jaime III da Escócia. Olivier le Daim, barbeiro do Rei Luís XI de França, adquiriu título e importantes comandos militares antes de ser executado após acusações vagas feitas por nobres pouco depois da morte de seu mestre, sem o conhecimento do novo rei. Alega-se que a carreira de le Daim foi a origem do termo "favorito" (como "Favori", seu correspondente em francês) já que este surgiu pela primeira vez à época de sua morte, em 1484. A palavra "Privado", em espanhol, é mais antiga, mas foi depois parcialmente substituída pelo termo "Valido"; em espanhol, ambos os termos eram menos depreciativos que em francês ou inglês.
O salto da posição de "capacho" até a de favorito foi tornando-se cada vez mais difícil no decorrer do segundo milênio; a última das famílias capaz de pular o imenso abismo existente entre criadagem e nobreza foi a do criado particular do Rei Luís XIV de França, Alexandre Bontemps, cujos descendentes, mantendo a posição por três gerações, casaram-se com membros de grandes famílias da época, inclusive da própria família real.

## Declínio dos favoritos

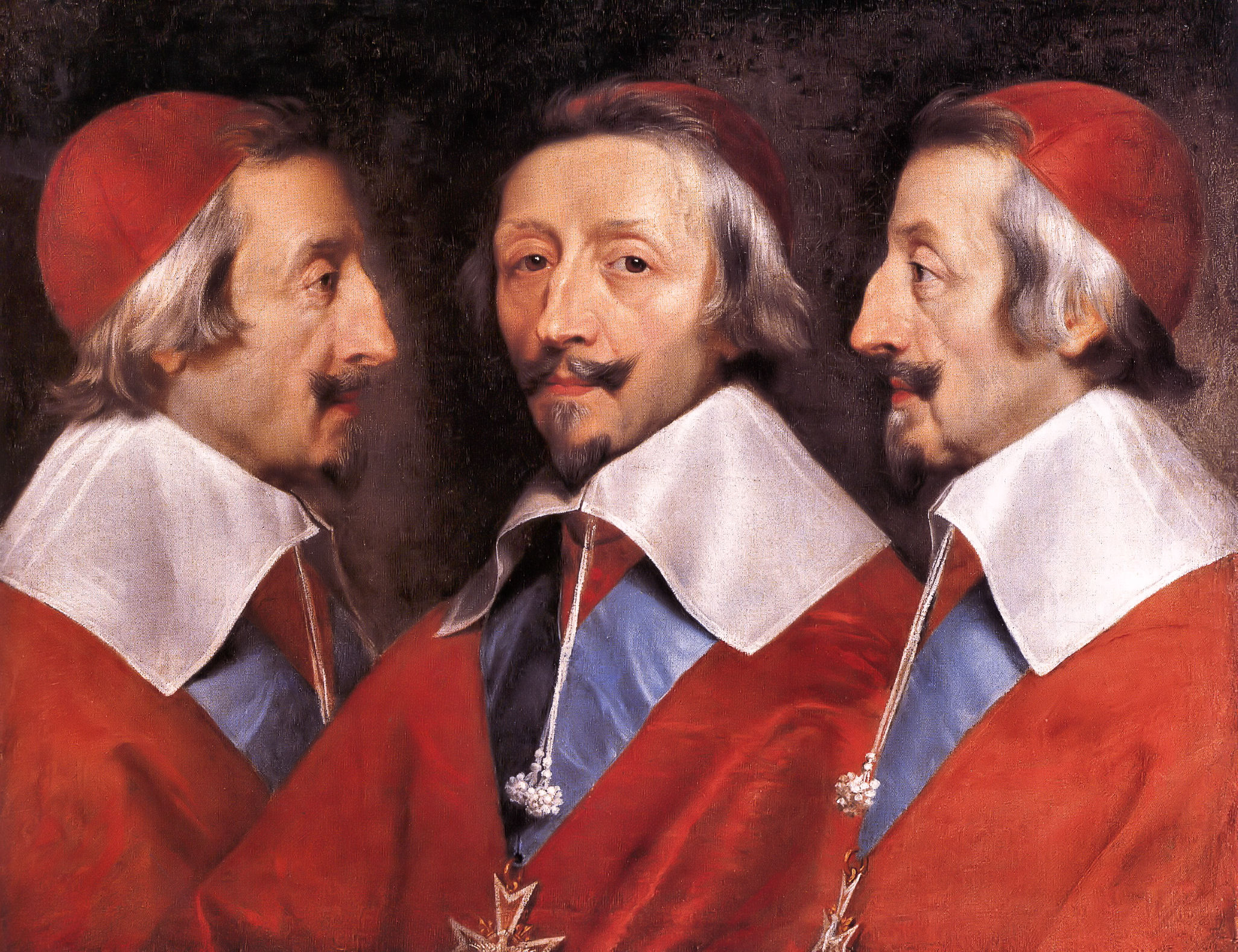
Cardeal Richelieu, um dos mais bem sucedidos da Idade de Ouro dos favoritos

Na Inglaterra, a tendência para dar poder político a um favorito foi diminuindo como o crescimento de importância do Parlamento Britânico. Depois do "cogumelo" Duque de Buckingham ser assassinado por John Felton em 1628, o Rei Carlos I voltou-se para Thomas Wentworth, Primeiro Earl de Strafford, que fora um dos líderes da oposição no Parlamento a Buckingham e ao rei, mas que tornara-se um dos suportes de Carlos I, após este fazer algumas concessões. Desta forma, Strafford dificilmente pode ser chamado "favorito" no sentido usual, apesar de seu relacionamento com Carlos I tornar-se bastante próximo. Strafford era também de família bem estabelecida, com relações poderosas. Depois de muitos anos em favor, Strafford sofreu impeachment ("impugnação de mandato")por parte do Parlamento então bastante hostil a ele. Quando este processo fracassa, o Parlamento faz passar uma lei para que seja executado sem julgamento, pondo pressão suficiente sobre Carlos I que a assina, para seu próprio arrependimento posterior; Strafford é executado em 1641. Houve outros ministros-favoritos na Inglaterra depois disso, mas estes sabiam que o favor do monarca apenas não era o suficiente para comandar, e muitos também fizeram suas carreiras dentro do Parlamento.
Na França, o movimento caminhou em direção oposta. Com a morte do Cardeal Mazarino em 1661, Luís XIV, então com 23 anos, determinou que governaria sozinho e não permitiu a delegação de poder para ministros que haviam marcado o poder na França durante os quarenta anos anteriores. O absolutismo da monarquia, levado a cabo por Richelieu e seu sucessor Mazarino, seria agora liderado pelo próprio monarca. Luís XIV teve diversos ministros poderosos, notadamente Colbert nas Finanças, e Louvois no Exército, mas não delegou em nenhuma direção e nenhum ministro de França, a partir dai, jamais igualou o poder dos dois cardeais.
Os Habsburgos espanhóis não foram capazes de tanta energia mas, quando Olivares foi sucedido por seu sobrinho, Luis de Haro, o último "valido" verdadeiro, o controle do governo por um único par de mãos já havia se enfraquecido.

## Os favoritos na literatura

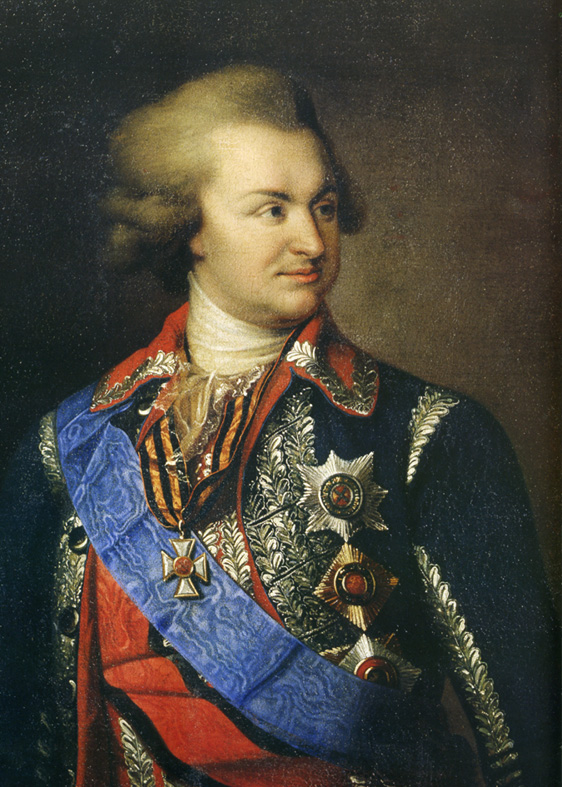
Príncipe Grigori Potemkin

Os Favoritos foram objeto de muitos debates contemporâneos, alguns envolvendo um certo perigo para seus participantes. Existe um grande número de peças teatrais inglesas sobre o tema, entre elas a bastante conhecida "Eduardo II" de Marlowe, na qual Piers Gaveston é um dos personagens principais, e "Sejanus His Fall" (1603), que fez com que seu autor Ben Johnson fosse chamado perante o Conselho Privado, acusado de "Papismo e Traição", já que a peça foi considerada por seus inimigos como uma alusão à Corte contemporânea de Jaime VI da Escócia e I de Inglaterra. Sejano, cuja carreira durante o reinado de Tibério fora descrita por Tácito, era objeto de numerosos trabalhos artísticos por toda a Europa. Shakespeare foi mais cauteloso e, com exceção de Falstaff, bastante desapontado em seu desejo de tornar-se favorito, e do Cardeal Wolsey em "Henrique VIII". não dá maior destaque a favoritos em suas peças.
Francis Bacon, ele mesmo um "favorito", dedica muito do seu ensaio "On Friendship" ao tema, escrevendo, é claro, com muita cautela, já que era um político em ascensão durante o governo de Elizabeth I da Inglaterra.
Falando sobre o velho tutor do Rei Jorge III da Inglaterra, John Stuart, 3º Earl de Bute, que tornou-se Primeiro-Ministro, Macaulay escreve em 1844: "Era um favorito ; e favoritos foram sempre odiosos neste país. Nenhum mero favorito esteve à frente do governo desde que a adaga de Felton alcançou o coração do Duque de Buckingham".

## Alguns favoritos famosos

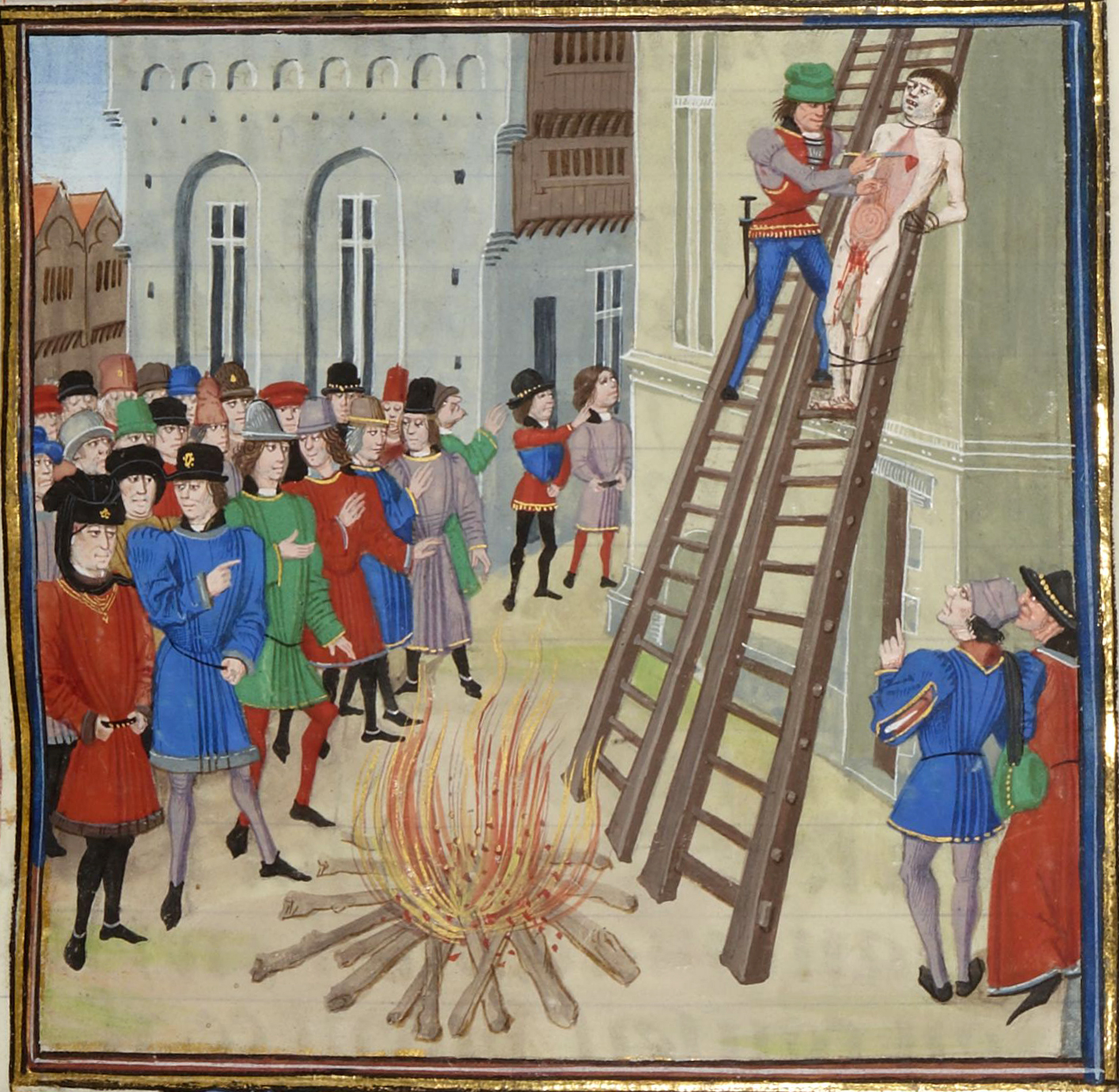
A execução de Hugh le Despenser, de um manuscrito de Froissart.

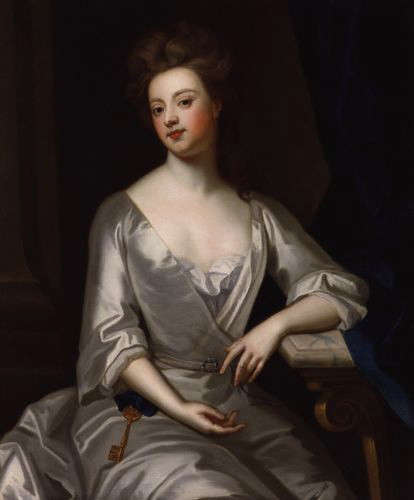
Sarah Churchill, Duquesa de Marlborough usando o símbolo de seu cargo e autoridade: a chave dourada. Sir Godfrey Kneller, 1702

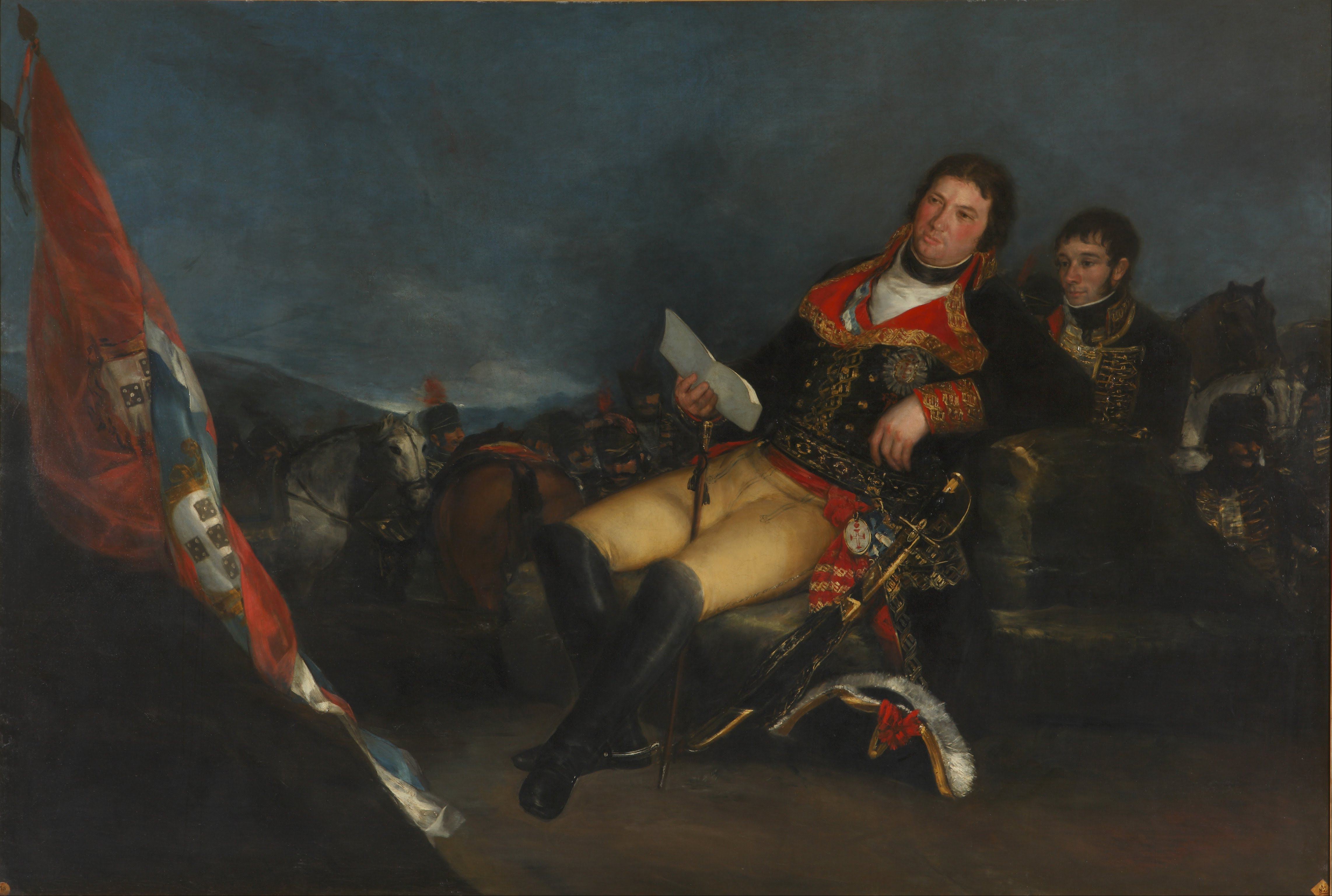
Manuel de Godoy, Príncipe de la Paz, retrato por Goya.

- Personagens bíblicos com diversos elementos de um favorito são Davi (favorito de Saul) e José (favorito do faraó).
- Jiru, favorito do Imperador Gaozu de Han na China (2º século AC)
- Sejano, favorito de Tibério, que o executou em 31 DC.
- Cleander, escravo liberto e favorito do imperador Cómodo, que o executou em 190 DC.
- Piers Gaveston, 1º Earl de Cornwall, possivelmente amante do Rei Eduardo II da Inglaterra, galgou altos postos, inclusive o de regente quando Eduardo viajava, mas que foi executado após ser capturado por rebeldes em 1312.
- Hugh le Despenser, também provável amante de Eduardo II, foi capturado e morto em uma rebelião chefiada por Isabel de França, esposa do rei, in 1326.
- Álvaro de Luna executado em 1390 após pressão da nobreza de Castela.
- Robert Cochrane, favorito de Jaime III da Escócia, capturado por um grupo de nobres liderados por Archibald "Bell the Cat" Douglas, 5º Earl de Angus e enforcado com seus aliados na Ponte de Lauder.
- Robert Dudley, 1º Earl de Leicester, favorito de Elizabeth I da Inglaterra por 30 anos, apesar de nunca ter sido seu principal ministro.
- "Os Mignons" ("Queridinhos"), grupo de favoritos de Henrique III da França.
- Francisco de Sandoval y Rojas, Duque de Lerma, morto em 1625, o primeiro "valido", título semi-oficial para os favoritos espanhóis. Governou a Espanha por 20 anos até perder a influência e ser substituído por Gaspar de Guzmán y Pimentel, Conde-Duque de Olivares que guiou a Espanha por mais 20 anos.
- Charles de Luynes, "Mignon" do Rei Luís XIII, tramou a morte do favorito da Rainha Mãe, Concino Concini, em 1617. Concini devia seu favor à íntima relação da esposa com Maria de Médici.
- George Villiers, 1.° Duque de Buckingham, assassinado em 1628, foi favorito de dois reis ingleses: Jaime I e seu filho Carlos I.
- Axel Oxenstierna comandou o governo da Suécia, de maneira bastante satisfatória, por mais de 40 anos, até sua morte em 1654, quando seu filho, Erik Oxenstierna, o sucedeu.
- Henri Coiffier de Ruzé, Marquês de Cinq-Mars, francês, executado em 1642 após liderar uma conspiração contra seu rival e patrono Cardeal Richelieu, que governou a França por 18 anos.
- Cardeal Mazarino, governou a França por cerca de 20 anos, até sua morte em 1661; a decisão pública de Luís XIV de que a partir daí "governaria sózinho" marcou o fim da idade de ouro dos Favoritos.
- Corfitz Ulfeldt tornou-se cunhado de Cristiano IV da Dinamarca antes de tentar matá-lo e ser destituído do serviço da Suécia.
- Sidney Godolphin, 1º Earl de Godolphin, figura transitória como protegido do rei Carlos II da Inglaterra teve também uma carreira bem sucedida do Parlamento.
- Sarah Churchill, Duquesa de Marlborough, amiga dominante da Rainha Ana da Grã-Bretanha, eventualmente suplantada por sua prima Abigail Masham, Baronesa Masham.
- Johann Friedrich Struensee na Dinamarca, médico real, que comandou o governo do esquizofrênico Rei Cristiano VII enquanto mantinha um caso com a Rainha Carolina Matilda, antes de ser executado em 1772.
- Heshen, que amealhou uma enorme fortuna durante o período final do reinado do imperador chinês Qianlong.
- Grigori Alexandrovich Potemkin (morto em 1791) foi amante da Imperatriz Catarina II da Rússia por dois anos, mas continuou a ter um grande poder no governo por mais quinze.
- Maria Luísa, Princesa de Lamballe (assassinada em 1792) foi a melhor amiga de Maria Antonieta da França e permaneceu fiel a esta até o momento de sua morte trágica e sangrenta.
- Gabrielle de Polastron, Duquesa de Polignac (morta em 1793) era também favorita de Maria Antonieta e uma das únicas mulheres de quem o Rei Luís XIV gostava e confiava.
- Manuel de Godoy, cuja impopularidade levou (assim como as ambições dinásticas de Napoleão) à abdicação do Rei Carlos IV de Espanha, com quem Godoy passou mais de quarenta anos no exílio.
- Grigori Rasputin, bruxo favorito da última família real da Rússia, assassinado em 1916.

## Amantes favoritas

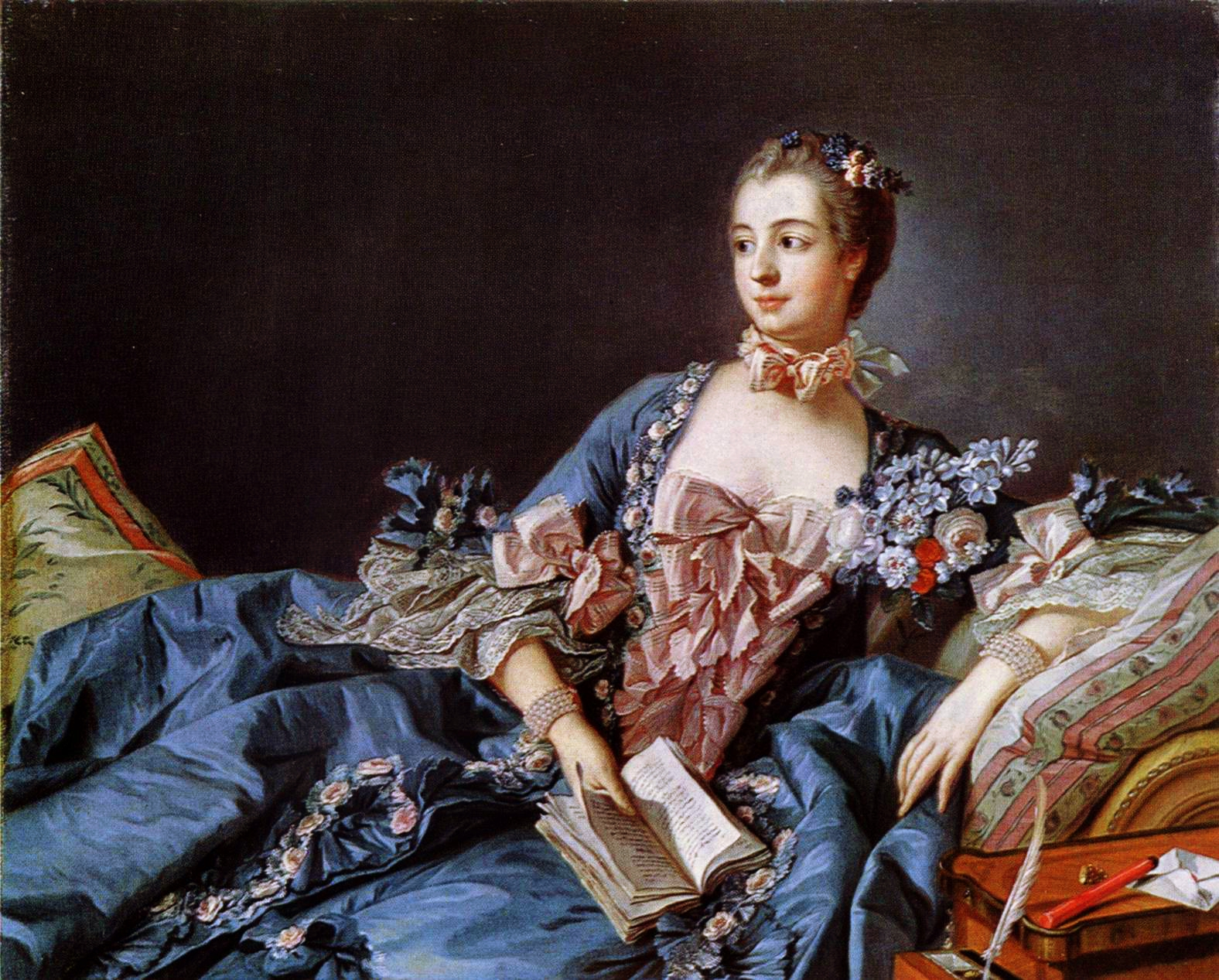
Madame de Pompadour, pintura de François Boucher, cerca de 1750.

- Hong Yu, favorita do Imperador Hui de Han
- Margaret Erskine, amante de Jaime V da Escócia e mãe de James Stewart, 1º Earl de Moray
- Luiza de La Vallière, amante de Luís XIV da França, foi sucedida pela Madame de Montespan
- Madame de Montespan, última amante de Luís XIV. Envolveu-se com o rei entre 1667 e 1680, quando caiu em desgraça, por seu envolvimento no Caso dos Venenos.
- Madame de Maintenon recusou-se a tornar-se amante de Luís XIV, e tornou-se sua segunda esposa morganática.
- Madame de Pompadour, amante do Rei Luís XV da França, considerada a mais poderosa da história da Europa. Foi apelidada de reinette ("rainhazinha" em francês).
- Madame du Barry, última amante de Luís XV da França, guilhotinada durante a Revolução Francesa e considerada a última Maîtresse-en-titre (amante-oficial) da Idade Moderna.